# Aoyama Park Tower
Le Aoyama Park Tower (青山パークタワー) est un gratte-ciel résidentiel construit à Tokyo de 2000 à 2003 dans l'arrondissement de Shibuya. Il mesure 120 mètres de hauteur.
La surface de plancher de l'immeuble est de 52 925 m2.
L'immeuble est entouré d'une forêt de 5 000 m2 appelée Four Seasons Garden.
L'architecte est la société Mitsui Construction qui fait partie du conglomérat Mitsui.